# Форт Блісс (фільм)
«Форт Блісс» (англ. Fort Bliss) — американський фільм 2014 року режисерки і сценаристки Клаудії Маєрс, воєнна драма. Події відбуваються на реальній військовій базі США, розташованій на межі штатів Техас і Нью-Мексико. У фільмі знялися Мішель Монаган, Рон Лівінгстон, Пабло Шрайбер, Еммануель Шрікі та Деш Майгок.
Мати-одиначка, заслужений військовий медик, повернувшись додому після тривалого відрядження в Афганістані, намагається відновити свої стосунки з маленьким сином.

## Акторський склад
- Мішель Монаган — Меггі Свонн
- Рон Лівінгстон — Річард
- Пабло Шрайбер — сержант Донован
- Еммануель Шрікі — Альма
- Деш Майгок — сержант Малькольм
- Фредді Родрігес — капітан Гарвер
- Гбенга Акіннагбе — сержант Батчер
- Джон Севедж — Майк Свонн
- Маноло Кардона — Луїс
- Хуан Габріель Пареха — Хав'єр
- Дрю Гарретт — спеціаліст Кук
- Джейкоб Браун — перший сержант Джефф Кілленс
- Фахім Фазлі — афганський водій
- Оукс Феглі — Пол Свон, син Меггі